# Hamidou Makalou
Hamidou Makalou (Bamako, 15 luglio 2006) è un calciatore maliano, centrocampista del Brest.

## Caratteristiche tecniche
Centrocampista difensivo, viene paragonato a N'Golo Kanté.

## Carriera

### Club
Cresciuto nella JMG Academy, nel 2023 è passato al Guidars dove ha giocato per due stagioni prima di trasferirsi ai francesi del Brest nel gennaio del 2025. Ha debuttato in Ligue 1 il 16 marzo nell'incontro pareggiato 0-0 contro lo Stade Reims.

### Nazionale
Nel 2023 ha partecipato con la nazionale giovanile maliana Under-17 al campionato mondiale di categoria concluso al terzo posto e nel quale è stato insignito del pallone d'argento.

## Statistiche

### Presenze e reti nei club
Statistiche aggiornate al 16 maggio 2025.
| Stagione        | Squadra         | Campionato      | Campionato | Campionato | Coppe nazionali | Coppe nazionali | Coppe nazionali | Coppe continentali | Coppe continentali | Coppe continentali | Altre coppe | Altre coppe | Altre coppe | Totale | Totale | Totale |
| Stagione        | Squadra         | Comp            | Pres       | Reti       | Comp            | Pres            | Reti            | Comp               | Pres               | Reti               | Comp        | Pres        | Reti        | Pres   | Reti   |        |
| --------------- | --------------- | --------------- | ---------- | ---------- | --------------- | --------------- | --------------- | ------------------ | ------------------ | ------------------ | ----------- | ----------- | ----------- | ------ | ------ | ------ |
| mar.-mag.2025   | Brest           | L1              | 4          | 0          | CF              | 0               | 0               | UCL                | -                  | -                  | -           | -           | -           | 4      | 0      |        |
| Totale carriera | Totale carriera | Totale carriera | 4          | 0          |                 | 0               | 0               |                    | -                  | -                  |             | -           | -           | 4      | 0      |        |

## Palmarès

### Individuale
- Pallone d'argento del Mondiale Under-17

2023